# Bălilești, Argeș
Bălilești este satul de reședință al comunei cu același nume din județul Argeș, Muntenia, România.